# Zosterop de flancs castanys
El zosterop de flancs castanys (Zosterops erythropleurus) és un ocell de la família dels zosteròpids (Zosteropidae).

## Hàbitat i distribució
Habita matolld de ribera al sud-est de Sibèria en Manxúria Exterior i Primórie, nord-est de Manxúria i nord-oest de la Xina.